# Eccritotarsus
Eccritotarsus is een geslacht van wantsen uit de familie van de Miridae (Blindwantsen). Het geslacht werd voor het eerst wetenschappelijk beschreven door Carl Stål in 1860.

## Soorten
Het genus bevat de volgende soorten:

- Eccritotarsus aimaranus Carvalho & Gomes, 1971
- Eccritotarsus angularis Maldonado, 1983
- Eccritotarsus anolaimus Carvalho & Costa, 1989
- Eccritotarsus argentatus (Distant, 1884)
- Eccritotarsus bocainensis Carvalho & Schaffner, 1986
- Eccritotarsus boconensis Carvalho, 1989
- Eccritotarsus bolivianus Carvalho, 1953
- Eccritotarsus brasiliensis Carvalho & Gomes, 1971
- Eccritotarsus brevicuneatus Carvalho, 1953
- Eccritotarsus brotaensis Carvalho & Schaffner, 1986
- Eccritotarsus brunimaculatus Maldonado, 1983
- Eccritotarsus callanganus Carvalho & Schaffner, 1986
- Eccritotarsus carioca Carvalho & Gomes, 1971
- Eccritotarsus cascaensis Carvalho & Costa, 1989
- Eccritotarsus catarinensis (Carvalho, 1948)
- Eccritotarsus chanchamayanus Carvalho & Schaffner, 1986
- Eccritotarsus chapadensis Carvalho, 1953
- Eccritotarsus chorrensis Carvalho & Costa, 1989
- Eccritotarsus cinctus Carvalho & Schaffner, 1986
- Eccritotarsus cochabambensis Carvalho & Schaffner, 1986
- Eccritotarsus colocasicus (Carvalho, 1948)
- Eccritotarsus colombianus Carvalho & Gomes, 1971
- Eccritotarsus compactus Carvalho, 1953
- Eccritotarsus corcovadensis Carvalho & Schaffner, 1986
- Eccritotarsus costaricensis Carvalho, 1966
- Eccritotarsus cruxnigra Stål, 1860
- Eccritotarsus curtipilis Carvalho & Schaffner, 1986
- Eccritotarsus delicatus (Reuter, 1907)
- Eccritotarsus discipennis Stål, 1860
- Eccritotarsus ecuadorensis Carvalho, 1966
- Eccritotarsus elongatus Carvalho, 1953
- Eccritotarsus emboabanus Carvalho & Gomes, 1971
- Eccritotarsus embolionigris Carvalho, 1953
- Eccritotarsus englemani Carvalho & Schaffner, 1986
- Eccritotarsus feioi Carvalho, 1953
- Eccritotarsus gallegoi Carvalho, 1984
- Eccritotarsus guaranianus Carvalho & Gomes, 1970
- Eccritotarsus hyalinus Stål, 1860
- Eccritotarsus incaicus Carvalho & Gomes, 1970
- Eccritotarsus ingenioensis Carvalho & Schaffner, 1986
- Eccritotarsus insignis Carvalho, 1966
- Eccritotarsus jaliscoensis Carvalho & Schaffner, 1986
- Eccritotarsus linearis (Distant, 1884)
- Eccritotarsus longicuneatus Carvalho & Gomes, 1971
- Eccritotarsus machupichanus Carvalho & Schaffner, 1986
- Eccritotarsus maesi Carvalho, 1991
- Eccritotarsus mapirinus Carvalho & Schaffner, 1986
- Eccritotarsus meridanus Carvalho, 1989
- Eccritotarsus mexicanus Carvalho & Schaffner, 1986
- Eccritotarsus micheli Carvalho, 1992
- Eccritotarsus montanus Carvalho & Schaffner, 1986
- Eccritotarsus nicaraguensis Carvalho, 1966
- Eccritotarsus nigritibialis Maldonado, 1983
- Eccritotarsus nigrocruciatus Stål, 1860
- Eccritotarsus oaxacaenus Carvalho & Schaffner, 1986
- Eccritotarsus octopunctatus Carvalho, 1953
- Eccritotarsus palmirensis Carvalho & Costa, 1989
- Eccritotarsus panamensis Carvalho & Schaffner, 1986
- Eccritotarsus paracruciatus Carvalho & Gomes, 1971
- Eccritotarsus paulistanus Carvalho, 1953
- Eccritotarsus pictus (Distant, 1884)
- Eccritotarsus pictusoides Carvalho & Schaffner, 1986
- Eccritotarsus pilosoides Carvalho & Schaffner, 1986
- Eccritotarsus pilosus Carvalho & Gomes, 1971
- Eccritotarsus plagosus (Distant, 1884)
- Eccritotarsus pomacochanus Carvalho & Schaffner, 1987
- Eccritotarsus pycnoderoides Carvalho, 1989
- Eccritotarsus quadrinotatus Carvalho, 1953
- Eccritotarsus quichuanus Carvalho, 1953
- Eccritotarsus quincomilianus Carvalho & Schaffner, 1987
- Eccritotarsus restrepus Carvalho, 1988
- Eccritotarsus salvadorensis Carvalho, 1966
- Eccritotarsus saranus Carvalho & Schaffner, 1987
- Eccritotarsus scriptus (Distant, 1884)
- Eccritotarsus sculpturatus Carvalho, 1953
- Eccritotarsus similaris Carvalho, 1951
- Eccritotarsus sonorensis Carvalho & Schaffner, 1987
- Eccritotarsus stieglmayri (Reuter, 1907)
- Eccritotarsus tabascoensis (Distant, 1893)
- Eccritotarsus tandapianus Carvalho & Schaffner, 1987
- Eccritotarsus tingoensis Carvalho & Schaffner, 1987
- Eccritotarsus tingomarianus Carvalho, 1985
- Eccritotarsus tresrianus Carvalho & Schaffner, 1987
- Eccritotarsus trimaculatus Maldonado, 1983
- Eccritotarsus tucumanus Carvalho & Schaffner, 1987
- Eccritotarsus tumidus Carvalho, 1953
- Eccritotarsus tupianus Carvalho & Gomes, 1971
- Eccritotarsus urus Maldonado, 1983
- Eccritotarsus variabilis Carvalho & Gomes, 1971
- Eccritotarsus villetanus Carvalho & Costa, 1989
- Eccritotarsus woldai Carvalho & Schaffner, 1987